# Ronde van Italië 2013/Achttiende etappe
De 18e etappe van de Ronde van Italië 2013 werd op 23 mei gereden. Het betrof een klimtijdrit over 21 kilometer van Mori naar Polsa. De dagzege ging naar de Italiaan Vincenzo Nibali die eveneens z'n leiderstrui verstevigde.

## Uitslag
| Mori - Polsa (21 km) |                  |                             |         |
| Plaats               | Naam             | Ploeg                       | Tijd    |
| Winnaar              | Vincenzo Nibali  | Astana Pro Team             | 44'29"  |
| 2                    | Samuel Sánchez   | Euskaltel-Euskadi           | + 58"   |
| 3                    | Damiano Caruso   | Cannondale Pro Cycling Team | + 1'20" |
| 4                    | Michele Scarponi | Lampre-Merida               | + 1'21" |
| 5                    | Rafał Majka      | Team Saxo-Tinkoff           | + 1'25" |
| 6                    | Rigoberto Urán   | Sky ProCycling              | + 1'26" |
| 7                    | Carlos Betancur  | AG2R-La Mondiale            | + 1'32" |
| 8                    | Stef Clement     | Blanco Pro Cycling          | + 1'36" |
| 9                    | Dario Cataldo    | Sky ProCycling              | + 1'41" |
| 10                   | Danilo Di Luca   | Vini Fantini-Selle Italia   | + 1'52" |
|                      |                  |                             |         |
| 36                   | Serge Pauwels    | Omega Pharma-Quickstep      | + 3'21" |

## Klassementen
| Algemeen klassement |                         |                           |           |
| Plaats              | Naam                    | Ploeg                     | Tijd      |
| Roze trui           | Vincenzo Nibali         | Astana Pro Team           | 73u55'58" |
| 2                   | Cadel Evans             | BMC Racing Team           | + 4'02"   |
| 3                   | Rigoberto Urán          | Sky ProCycling            | + 4'12"   |
| 4                   | Michele Scarponi        | Lampre-Merida             | + 5'14"   |
| 5                   | Przemysław Niemiec      | Lampre-Merida             | + 6'09"   |
| 6                   | Rafał Majka             | Team Saxo-Tinkoff         | + 6'45"   |
| 7                   | Carlos Alberto Betancur | AG2R-La Mondiale          | + 6'47"   |
| 8                   | Mauro Santambrogio      | Vini Fantini-Selle Italia | + 7'30"   |
| 9                   | Beñat Intxausti         | Team Movistar             | + 8'36"   |
| 10                  | Samuel Sánchez          | Euskaltel-Euskadi         | + 9'34"   |
|                     |                         |                           |           |
| 12                  | Robert Gesink           | Blanco Pro Cycling        | + 10'19"  |
| 21                  | Francis De Greef        | Lotto-Belisol             | + 28'13"  |

| Puntenklassement |                 |                        |        |
| Plaats           | Naam            | Ploeg                  | Punten |
| Rode trui        | Mark Cavendish  | Omega Pharma-Quickstep | 113    |
| 2                | Cadel Evans     | BMC Racing Team        | 109    |
| 3                | Vincenzo Nibali | Astana Pro Team        | 103    |
|                  |                 |                        |        |
| 40               | Pim Ligthart    | Vacansoleil-DCM        | 22     |
| 44               | Bert De Backer  | Argos-Shimano          | 20     |

| Bergklassment |                   |                           |        |
| Plaats        | Naam              | Ploeg                     | Punten |
| Blauwe trui   | Stefano Pirazzi   | Bardiani Valvole-CSF Inox | 79     |
| 2             | Giovanni Visconti | Team Movistar             | 45     |
| 3             | Jackson Rodríguez | Androni Giocattoli        | 41     |
|               |                   |                           |        |
| 14            | Willem Wauters    | Vacansoleil-DCM           | 9      |
| 16            | Pieter Weening    | Orica-GreenEdge           | 9      |

| Jongerenklassement |                         |                    |           |
| Plaats             | Naam                    | Ploeg              | Tijd      |
| Witte trui         | Rafał Majka             | Team Saxo-Tinkoff  | 74u02'43" |
| 2                  | Carlos Alberto Betancur | AG2R-La Mondiale   | + 2"      |
| 3                  | Wilco Kelderman         | Blanco Pro Cycling | + 10'18"  |
|                    |                         |                    |           |
| 11                 | Jens Keukeleire         | Orica-GreenEdge    | +1u49'34" |

| Ploegenklassement |                    |            |
| Plaats            | Ploeg              | Tijd       |
|                   | Sky ProCycling     | 221u35'10" |
| 2                 | Blanco Pro Cycling | + 5'49"    |
| 3                 | Team Movistar      | + 7'01"    |

## Uitvallers
- De Rus Maksim Belkov (Team Katjoesja) is buiten tijd geeïndigd in deze etappe.

1e etappe ·
2e etappe ·
3e etappe ·
4e etappe ·
5e etappe ·
6e etappe ·
7e etappe ·
8e etappe ·
9e etappe ·
10e etappe ·
11e etappe ·
12e etappe ·
13e etappe ·
14e etappe ·
15e etappe ·
16e etappe ·
17e etappe ·
18e etappe ·
19e etappe ·
20e etappe ·
21e etappe
Startlijst · Eindstanden · Afbeeldingen